# Robert M. Townsend
Robert M. Townsend (nacido el 23 de abril de 1948) es un economista y profesor americano, profesor de Economía en el Instituto Tecnológico de Massachusetts. Antes de unirse al Instituto de Tecnología de Massachusetts, fue distinguido Profesor en el Departamento de Economía de la Universidad de Chicago , donde permanece como profesor investigador.

## Biografía
Townsend recibió su licenciatura de la Universidad de Duke en 1970 y un doctorado de la Universidad de Minnesota en 1975. Comenzó a enseñar en la Universidad Carnegie Mellon en 1975, y se convirtió en profesor en la Universidad de Chicago en 1985, donde permaneció todo el tiempo hasta que se mudó al MIT en 2008. De 1987 a 1989, Townsend fue también editor del Journal of Political Economy.
Además de sus cátedras, Townsend es el Investigador Principal y Director de Proyectos de la Iniciativa Empresarial , financiado por la Fundación John Templeton , y el investigador principal del Consorcio de Sistemas Financieros y Pobreza , financiado por la Fundación Bill y Melinda Gates . Además, es consultor de numerosas instituciones, entre ellos el Banco de la Reserva Federal de Chicago , el Banco Mundial y Banco de España .
Townsend es miembro de la Academia Americana de las Artes y las Ciencias y de la Econometric Society , que le otorgó la Medalla Frisch en 1998 por su trabajo en una aldea de la India.

## Investigación
Townsend comenzó su trabajo como teórico en modelos de equilibrio general y el diseño del contrato teoría / mecanismo, pero es conocido principalmente por su trabajo en principio revelación, verificación costosa de los estados, los contratos óptimos multi-periodo, la descentralización de las economías con información privada, los modelos de dinero con espacialmente separados agentes, y previsión de las previsiones de los demás. Sus contribuciones en econometría incluir el estudio de riesgo y seguros en los países en desarrollo.
Desde 1997, Townsend Proyecto tailandés ha llevado a cabo amplias encuestas a escala de aldea en Tailandia para analizar la interacción entre las decisiones del hogar y el comportamiento de la comunidad a nivel de las familias, pueblos, regiones y la nación. El estudio tailandés Townsend fue el primero de su clase y ha sido el trampolín para muchos otros proyectos aplicados y teóricos del desarrollo económico y la teoría del contrato. 

## Libros y publicaciones
- (with Krislert Samphantharak) Households as Corporate Firms: An Analysis of Household Finance Using Integrated Household Surveys and Corporate Financial Accounting (Cambridge University Press, 2010). ISBN 0-521-19582-9.
- Financial Systems in Developing Economies: Growth, Inequality, Poverty and Policy Evaluation in Thailand (Oxford University Press, 2008). ISBN 0-19-953323-7.
- The Medieval Village Economy:A Study of the Pareto Mapping in General Equilibrium Models (Princeton University Press, 1993). ISBN 0-691-04270-5.
- Financial Structure and Economic Organization: Key Elements and Patterns in Theory and History (Basil Blackwell, 1990). ISBN 1-55786-039-4.
- Other papers and manuscripts